# Ralf Salzmann
Ralf Salzmann (Kassel, 6 februari 1955) is een voormalige Duitse langeafstandsloper, die gespecialiseerd was in de marathon. Hij was meervoudig West-Duits kampioen en nam tweemaal deel aan de Olympische Spelen in deze discipline.

## Loopbaan
Salzmann vertegenwoordigde West-Duitsland op de Olympische Spelen van 1984 in Los Angeles. Hier behaalde hij een achttiende plaats in 2:15.29. Vier jaar later op de Spelen van Seoel werd hij 23e in 2:16.54.
Salzmann was aangesloten bij atletiekvereniging LG Frankfurt.

## Titels
- West-Duits kampioen 10.000 m - 1988
- West-Duits kampioen marathon - 1980, 1981, 1982, 1983, 1984
- West-Duits kampioen veldlopen (lange afstand) - 1982

## Persoonlijk record
| Onderdeel | Prestatie | Datum            | Plaats |
| --------- | --------- | ---------------- | ------ |
| marathon  | 2:10.10   | 14 februari 1988 | Tokio  |

## Palmares

### halve marathon
- 1982: 4e City-Pier-City Loop - 1:02.56 (te kort parcours)

### marathon
- 1981:  marathon van Orsoy - 2:15.42
- 1982: 13e New York City Marathon - 2:14.33
- 1982: 8e marathon van Athene - 2:15.14
- 1982: 22e EK - 2:27.54
- 1983: 9e marathon van Tokio - 2:12.57
- 1983: 4e marathon van Frankfurt - 2:13.40
- 1984: 4e marathon van Tokio - 2:11.21
- 1984:  marathon van Kandel - 2:14.25
- 1984: 18e OS - 2:15.29
- 1985: 5e Chicago Marathon - 2:10.56
- 1986: 4e marathon van Stuttgart - 2:11.41
- 1986: 5e New York City Marathon - 2:13.21
- 1986: 4e EK - 2:11.41
- 1988: 5e Marathon van Tokio - 2:10.10
- 1988: 23e OS - 2:16.54